# Space Cakes
Space Cakes — мініальбом канадської співачки Аланіс Моріссетт, випущений тільки в Японії 1995 року. У нього включені акустичні записи деяких пісень з альбомуJagged Little Pill (1995).

## Список композицій
1. «Head over Feet»
2. «Right Through You»
3. «Forgiven»
4. «Perfect»
5. «Not the Doctor»
6. «You Learn»